# Herbststürme
Herbststürme (Original: Autumn Leaves) ist ein US-amerikanisches Filmdrama aus dem Jahr 1956 mit Joan Crawford und Cliff Robertson unter der Regie von Robert Aldrich. Nachdem der Film lange Zeit als einer der schwächeren Filme von Aldrich eingeordnet wurde, hat er in den letzten Jahren an Reputation als intensive Studie über Einsamkeit und Verzweiflung gewonnen.

## Handlung
Millicent Wetherby ist eine einsame Sekretärin, die ihr ganzes Leben damit zugebracht hat, ihren kranken Vater zu pflegen. Jetzt ist sie allein und ihre sozialen Kontakte beschränken sich auf gelegentliche Besuche ihrer Vermieterin. Eines Tages lernt sie durch Zufall den etwas naiven Burt Hanson kennen, der deutlich jünger ist als Millicent. Beide entwickeln eine Freundschaft, die allmählich in Liebe übergeht. Trotz vieler Zweifel an der Dauerhaftigkeit dieser Verbindung willigt Millicent ein, Burt zu heiraten. Die beiden verbringen glückliche Monate, als plötzlich herauskommt, dass Burt ein pathologischer Lügner ist. Er hat eine frühere Ehe mit Virginia verschwiegen. Zunehmend reagiert Burt mit Gewalt auf Millicents Versuche, ihm zu helfen. Schließlich findet sie die Ursachen für die seltsamen Stimmungsschwankungen heraus: Burts Vater hat ihm dessen Ehefrau ausgespannt und mit ihr eine Affäre begonnen. Millicent wird im Folgenden von Burt attackiert, der eine Schreibmaschine nach ihr wirft. Die Behandlung in einer psychiatrischen Anstalt verspricht eine rasche Genesung und ungetrübtes Glück für die beiden.

## Hintergrund
Joan Crawford konnte 1955 einen lukrativen Vertrag über drei Filme mit der Gesellschaft Columbia Pictures abschließen, einen Beweis für ihre ungebrochene Zugkraft an der Kinokasse auch nach 30 aktiven Jahren im Filmgeschäft. Der erste Film Ehe in Fesseln brachte viel Geld, aber wenig Lob von den Kritikern ein. Crawford akzeptierte daraufhin die eher untypische Rolle in Herbststürme, in dem sie eine einsame Sekretärin spielte. Das war eine radikale Abkehr von dem glamourösen Auftritten, die über die Jahre zu einem Markenzeichen der Schauspielerin geworden waren. Die Regie übernahm in einer für viele überraschenden Entscheidung Robert Aldrich, der bislang eher durch gewaltverherrlichende Filme Aufsehen erregt hatte. Die schlechten Einspielergebnisse seiner letzten Werke zwangen ihn jedoch, ein kommerzielles Thema zu übernehmen, wenn er weiter im Geschäft bleiben wollte. Nachdem der Versuch scheiterte, Marlon Brando für die Rolle des Burt zu interessieren, entschied sich die Schauspielerin für den weitgehend unbekannten Cliff Robertson. 
Der Arbeitstitel war The Way We Are, wurde jedoch in Autumn Leaves geändert, nachdem der gleichnamige Song in der Version von Nat King Cole zu einem Hit avancierte. Die Writers Guild of America erkannte 1997 den Autoren Jean Rouverol und Hugo Butler nachträglich eine Mitwirkung am Drehbuch zu. Die beiden waren während der McCarthy-Ära jahrelang auf einer Schwarzen Liste, die ihre Nennung im Vorspann unmöglich machte. Statt ihnen erschien der Name des Drehbuchautors Jack Jevne als Strohmann im Filmvorspann. Entsprechend der WAC-Entscheidung lautet die korrekte Nennung der Drehbuchautoren nunmehr wie folgt: Jean Rouverol & Hugo Butler und Lewis Meltzer und Robert Blees.
Crawford äußerte sich noch Jahre später positiv über den Streifen.

„Es ist einer meiner allerliebsten Filme. Es war, so denke ich, der beste Film aus dem Genre – jüngerer Mann liebt ältere Frau – der je gedreht wurde. Die Einsamkeit und Verzweiflung in ihrer Situation kam ohne jede Übertreibung oder Melodramatik klar hervor – um ehrlich zu sein, ich nahm mich selber sehr zurück. Cliff Robertson war phantastisch in seiner Rolle, nur wenige Schauspieler bringen eine solche Überzeugung in einen derart komplexen Part. Seine psychotischen Szenen sind einmalig – Ich bin stolz, ihn an meinen eigenen Erfahrungen für "Hemmungslose Liebe" teilhaben zu lassen. Gute Story, glaubhafte Charaktere, gutes Drehbuch, gute Regie, in summa ein guter Film.“

## Kinoauswertung
Mit einem Budget von lediglich 765.000 US-Dollar war der Film eine kostengünstige Produktion. An der Kinokasse erwies sich der Film in den USA als unpopulär und brachte lediglich Einnahmen in Höhe von 1.100.000 US-Dollar.

## Kritiken
Lawrence J. Quirk war im Motion Picture Herald sehr angetan:

„Miss Crawford [...] bringt in ihre neueste Rolle das gesamte Schauspieltalent, das sie in den 31 Jahren ihrer Karriere im Filmgeschäft gesammelt hat.“

William K. Zinsser zollte in seiner Kritik für die New York Herald Tribune ebenfalls Beifall:

„Der Film ist eine ernste Studie über Einsamkeit und mentale Verzweiflung.[...].Miss Crawford ist attraktiv wie immer und sie bringt das gesamte Spektrum der Emotionen ein in diese Rolle [...] Die Stärke von Miss Crawfords Darstellung liegt in ihrer Natürlichkeit und Kontrolliertheit. Eine weniger begabte Schauspielerin hätte in dieser dankbaren Rolle mehr als nur übertrieben.“

Neuere Kritiken waren bereits etwas kritischer.

„Dialogreicher amerikanischer Ehefilm mit etwas quälenden psychologischen Obertönen. [...] Trotz guter Darsteller gegen Ende stark ermüdend.“

Das Lexikon des internationalen Films stellte rückblickend ein gemischtes Urteil aus.

„Ein gepflegt inszeniertes, auch durch das Übergewicht des Dialoges auf die Dauer jedoch ermüdendes Melodram. Hervorragend: die schauspielerische Leistung von Joan Crawford.“

## Auszeichnungen
Bei der Berlinale von 1956 erhielt der Film einen Silbernen Bären für die Beste Regie.